# Schwimmdock der Woermann-Linie in Duala

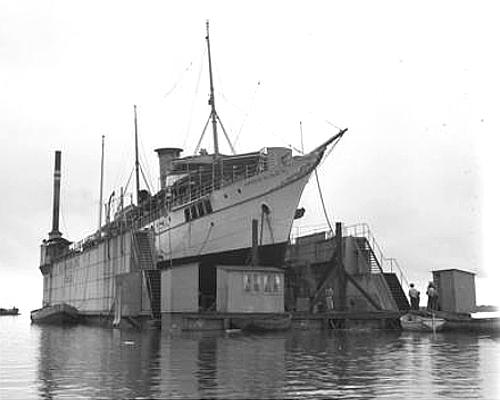
Das Schwimmdock der Woermann-Linie in Duala mit Herzogin Elisabeth, Foto von Carl Hohl, 30. Oktober 1904

Das Schwimmdock der Woermann-Linie in Duala war ein schwimmfähiges und senkbares Dock zur Trockenlegung von Schiffen im Hafen Duala in der deutschen Kolonie Kamerun. Es wurde von 1904 bis 1914 durch die Hamburger Woermann-Linie betrieben.

## Konstruktion
Das Dock hatte eine Länge von 62 Metern und eine Breite von 17,5 Metern. Die lichte Weite zwischen den Seitenwänden betrug 13 Meter. Das Dock bestand aus fünf Pontons mit einer Höhe von zwei Metern. Der vorderste Ponton war trapezförmig, um geringeren Widerstand beim Schleppen zu bieten. Zur Aufnahme eines Schiffes wurden Wassertanks teilweise gefüllt, bis das Dock sich so weit senkte, dass ein Schiff zwischen die beiden Seitenwände des Docks einfahren konnte. Zur Hebung des Docks wurde der Wasserballast ausgepumpt, wodurch das Dock Auftrieb bekam. Das Dock – samt dem darin befindlichen Schiff – wurde dadurch aus dem Wasser gehoben. Seine Tragfähigkeit ermöglichte die Hebung von Schiff mit einem Gewicht von bis zu 1.200 Tonnen. Die Baukosten betrugen circa 500.000 Mark.
Zur Ausrüstung des Docks zählten ein 17-Tonnen-Kran und zwei Dampfspills zum Einholen der Schiffe.

## Geschichte

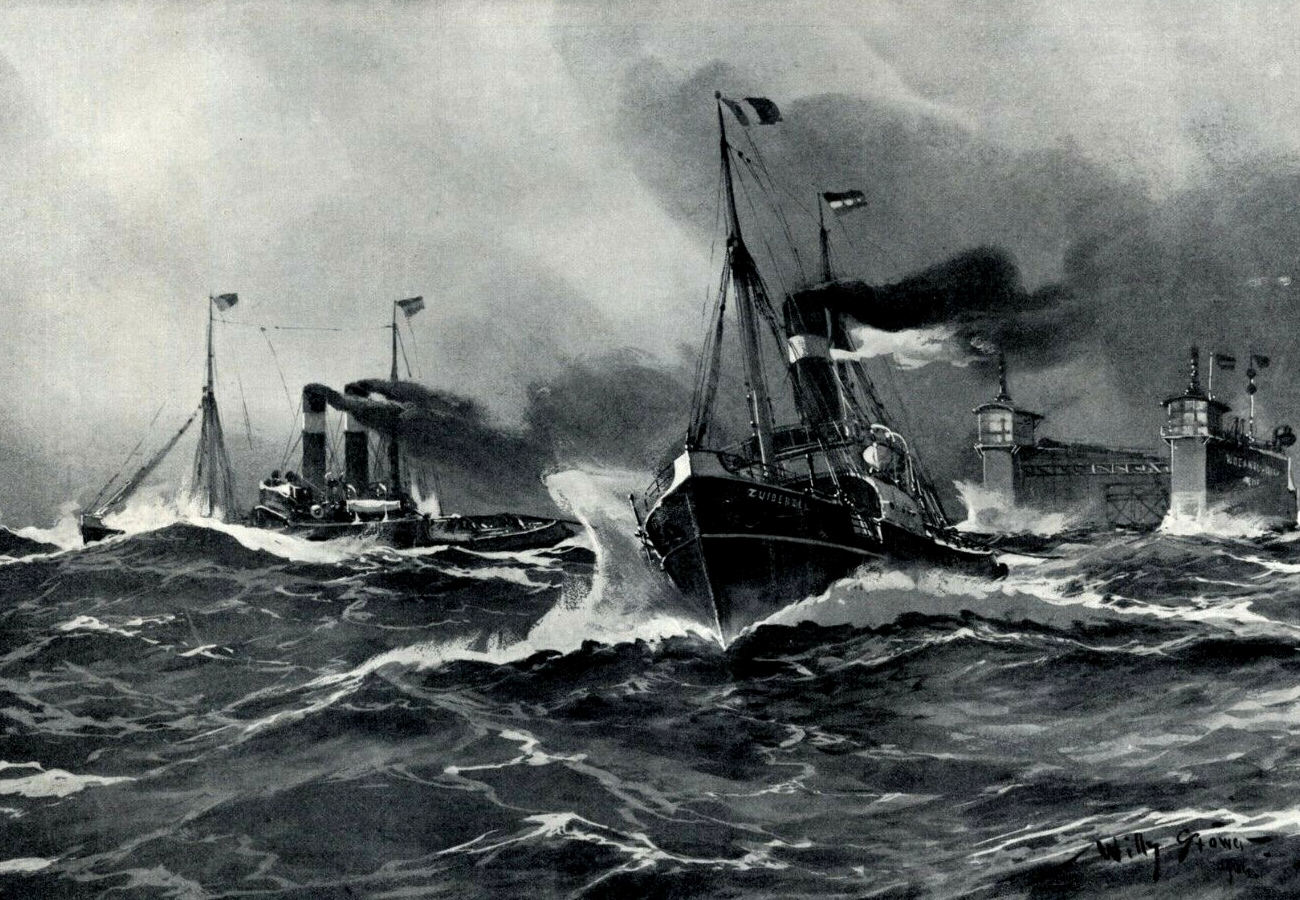
Das Woermann-Schwimmdock im Schleppzug auf dem Weg nach Kamerun (Skizze von Willy Stöwer)

Schiffsverbindungen nach und in Westafrika waren ein zentraler Markt der Woermann-Linie. Die Flotte war um das Jahr 1900 so angewachsen, dass Wartungen und Reparaturen der Schiffe im afrikanischen Küstendienst erforderlich wurden. Da es im kolonialen Westafrika dazu kaum Hafeninfrastruktur gab, wurde ein eigenes Schwimmdock in Auftrag gegeben. Als Liegeplatz wurde Duala ausgesucht, das im Kamerunästuar über einen geschützten Naturhafen verfügte. Duala war ein Hafen der westafrikanischen Station der Kaiserlichen Marine, deren Kanonenboote zum Docken nach dem britischen Kapstadt fuhren. Der Liegeplatz war daher auch von militärischem Interesse.
Das Dock wurde unter der Baunummer 173 durch die Werft Blohm + Voss in Hamburg gebaut. Es war das erste Schwimmdock der Werft, das nicht dem Eigenbedarf diente. Die Ablieferung an die Woermann-Linie erfolgte am 17. Juli 1904. Im Unterschied zu dem deutschen Schwimmdock für Daressalam wurde das Dock für Duala nicht in Einzelteilen transportiert, sondern von Hamburg bis nach Afrika geschleppt. Der Schleppzug verließ den Hamburger Hafen am Tag der Ablieferung im Juli 1904. Die Schlepper Ocean und Zuiderzee des niederländischen Unternehmens L. Smit & Co. brachten das Dock bis nach Kamerun. Der Marinemaler Willy Stöwer hielt diese ungewöhnliche Fahrt in einer Skizze fest.
Im Oktober 1904 nahm die Woermann-Linie im Hafen von Duala den Dock-Betrieb auf. In den ersten beiden Betriebsmonaten wurden fünf Schiffe mit einer Tonnage von 300 bis 950 Tonnen gedockt, darunter die Herzogin Elisabeth (548 BRT). Neben eigenen Schiff der Woermann-Linie wurden in dem Dock auch andere Schiffe gewartet, wobei die Nachfrager drei Gruppen angehörten: Vertreter Woermanns, die deutsche Verwaltung und internationale Schifffahrtslinien. Unter anderem wurden britische Schiffe aus Lagos und spanische Schiffe aus Fernando Póo gedockt. Der Liegeplatz des Docks befand sich ufernah zwischen der Landungsbrücke und dem deutschen Regierungsgebäude bei einer Wassertiefe von circa 6 Metern.
Laut den Akten der Kolonialverwaltung Kamerun teilte die Woermann-Linie dem Gouvernement im August 1912 mit, das Dock nach Lagos verlegen zu wollen. Alternativ könne das Gouvernement von Kamerun das Dock selbst übernehmen. Im Kolonial-Lexikon, das 1914 kurz vor der Veröffentlichung stand, steht hingegen: „Die Firma Woermann hat im Hafen [Duala] ein Schwimmdock.“
Im September 1914, kurz nach dem Beginn des Ersten Weltkriegs in Kamerun wurde das Dock offenbar von den Entente-Mächten erobert. Über den weiteren Verbleib ist wenig bekannt. Ein Foto von 1937 zeigt das Dock im Flusslauf des Wouri bei Duala. In einer Ausgabe der Zeitschrift Kehrwieder von 1960 wird das Schwimmdock noch als funktionsfähig für Schiffe mit bis zu 1.000 BRT genannt.